# Château de Mouillepied
Le château de Mouillepied est situé à Port-d'Envaux dans le département français de la Charente-Maritime en région Nouvelle-Aquitaine.

## Historique
En 1638, Charles Baudouin, assesseur au comté de Taillebourg, est sieur de Mouillepied. La seigneurie passe ensuite à son fils, Jehan, avocat au présidial de Saintes. Il laisse pour héritiers son neveu, Charles et Paul Guillon, avocat en la cour.
En 1707, à la suite d'un procès, le domaine est adjugé pour 3100 livres à Bernard Gallocheau, notaire royal. Quelques mois après, Valentin Compagnon, maître boulanger de Saintes, présente une surenchère et se voit adjuger le domaine pour 5100 livres. Paul Guillon se défend cependant devant le parlement de Bordeaux en 1710.
En 1752, le domaine est acquis par François-Guillaume Clairain des Lauriers, ingénieur en chef de l'arsenal de Rochefort, pour la somme de 40000 livres. Il agrandit et l'agrémente de jardins en terrasse et de pièces d'eau. Mort sans enfant en 1781, il laisse ses biens à sa veuve, Marie-Perrine Rivoal. En 1789, la propriété, estimé à 76000 livres, passe à son neveu, Jean-Marie Rivoal, ancien ingénieur des ports et arsenaux de la Marine à Rochefort. De son mariage avec Françoise-Radegonde Thyphon, il eut quatre filles, qui partagèrent la succession de leur père en 1815 : Jeanne-Rose-Olive-Marie-Théodorine, épouse de Valérien-Célestin Pouvreau, négociant ; Perrine-Madeleine-Alexandrine, épouse du sieur Clémot, négociant à Rochefort ; Louise-Augustine-Olive, épouse d'Antoine Meunier, sous-commissaire de la Marine à Rochefort ; Marie-Françoise-Perrine-Clémence, épouse du docteur Senné, médecin à Surgères. Mouillepied échoue à Madame Meunier qui vendit le domaine, quatre ans plus tard, à Benjamin Berton.
Le domaine est inscrit comme site naturel le 11 juin 1986.